# Ofen (Heraldik)

Wappen von Neuhütten (Hochwald)

Öfen oder Teile von Öfen (wie zum Beispiel ein Ofenrohr) werden in der Heraldik selten dargestellt. Wenn sie in einem Wappen verwendet werden, dann zumeist als gemeine Figur und in sehr unterschiedlichen Darstellungsformen, die mit den verschiedenen Bauformen für verschiedene Anwendungen von Öfen korrespondieren (von einfachen überkuppelten Feuerstellen bis zu den großen Hochöfen zum Erzeugen von Stahl des industriellen Zeitalters). 

## Darstellung und Blason
In der klassischen Wappenkunde werden nur Darstellungsformen von Öfen akzeptiert, die man bis zur Gotik kannte; industrielle Hochöfen o. Ä. als gemeine Figur stellen einen Wappen-Anachronismus dar und werden erst in der „modernen Heraldik“ bzw. in der „Verfallszeit der Heraldik“ als Motiv aufgegriffen.
Wenn eine Ofen-Symbolik in einem Wappen verwendet wird, wird sie in der Regel sehr stark stilisiert, so dass die im Wappen gezeigte Form nicht wirklich zum Backen, Heizen oder Schmelzen geeignet ist. Oft wird der Ofen zusammen mit Feuer dargestellt, wobei das Feuer in Rot und der Ofen häufig in Silber oder Gold tingiert wird.

## Ofenplatten und Kamine
Ofenplatten sind genau wie Kamine und Ofenkacheln ein beliebter Platz für Wappendarstellungen. 

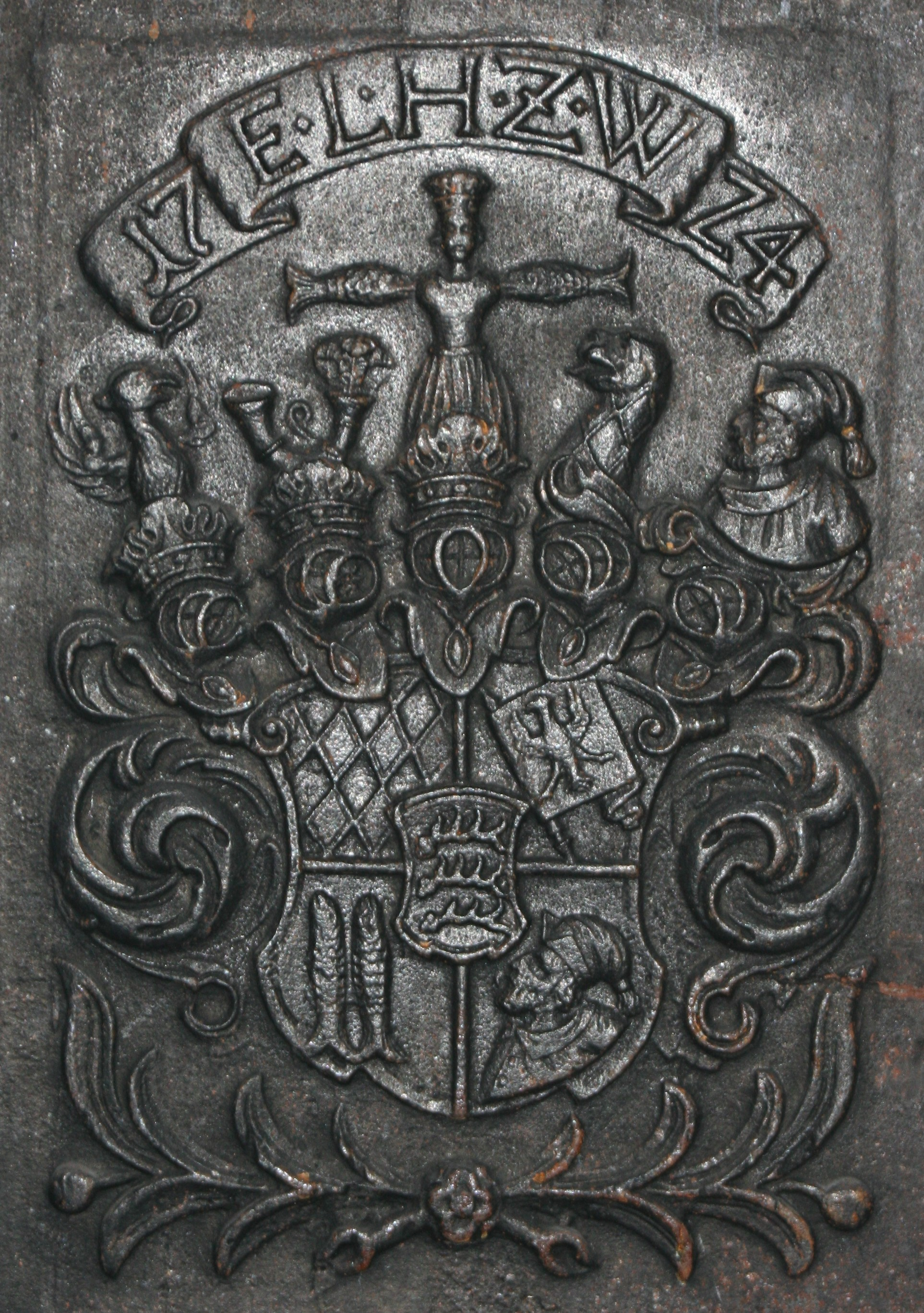
Württembergisches Wappen auf einer Ofenplatte
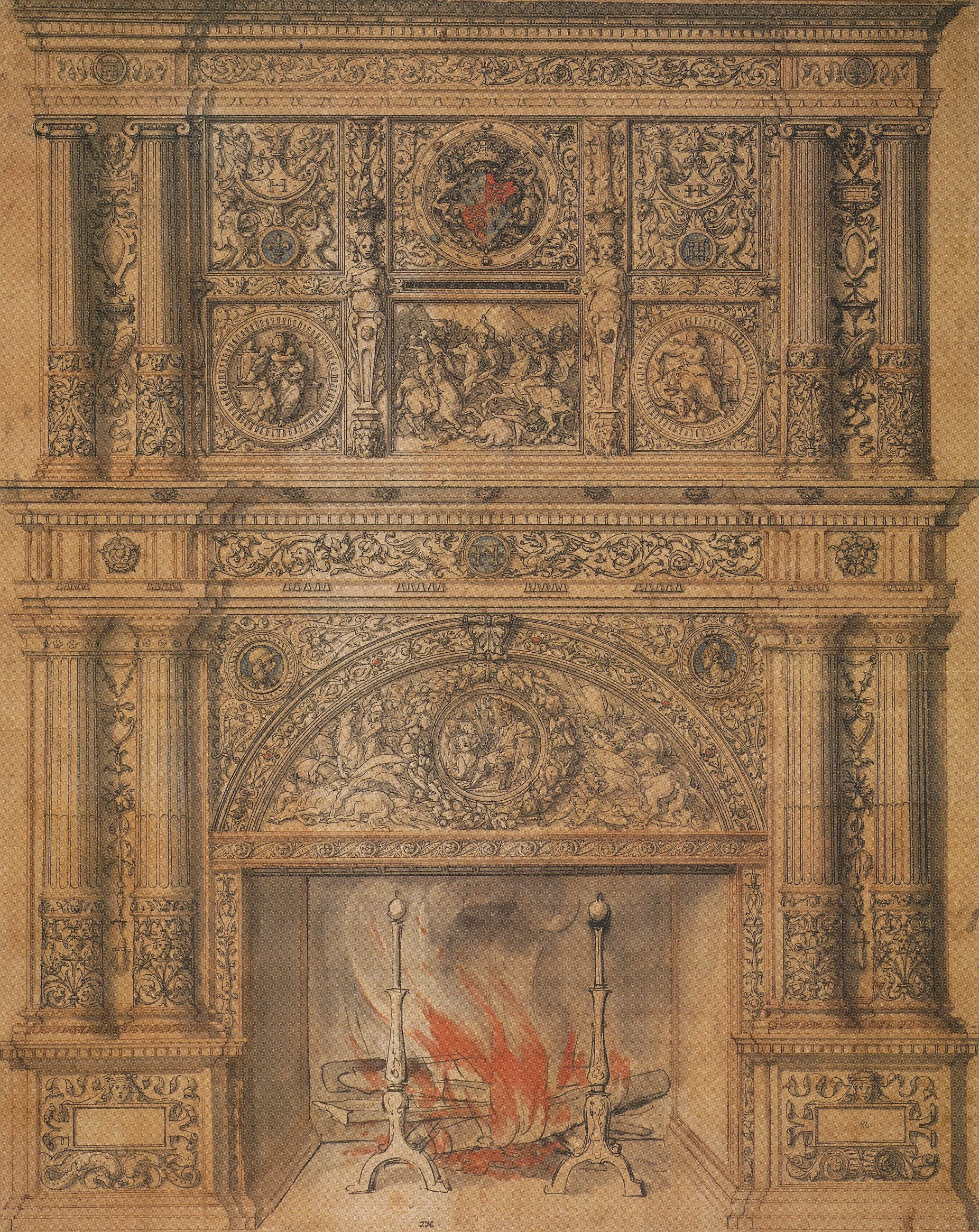
Hans Holbein der Jüngere: Wappendarstellung auf einem Kamin
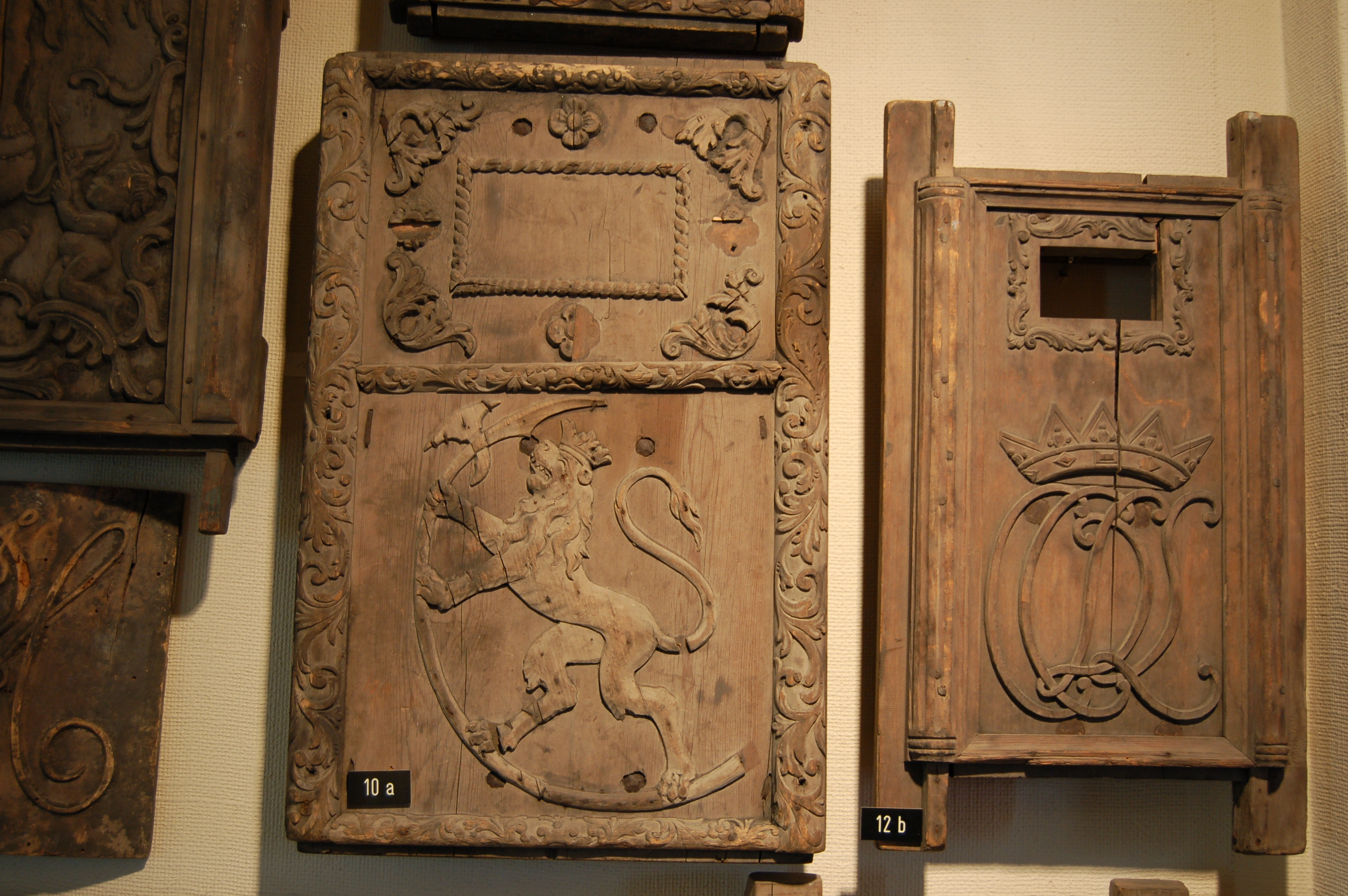
Holzmodell für eine Ofenplatte mit einem norwegischen Wappenlöwen
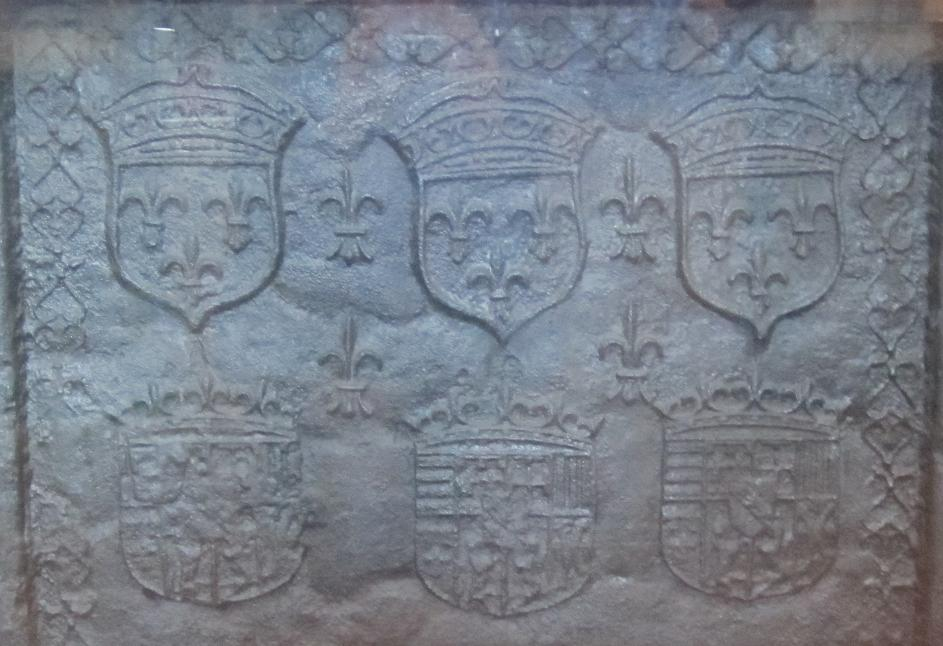
Kaminplatte mit französischen Wappen
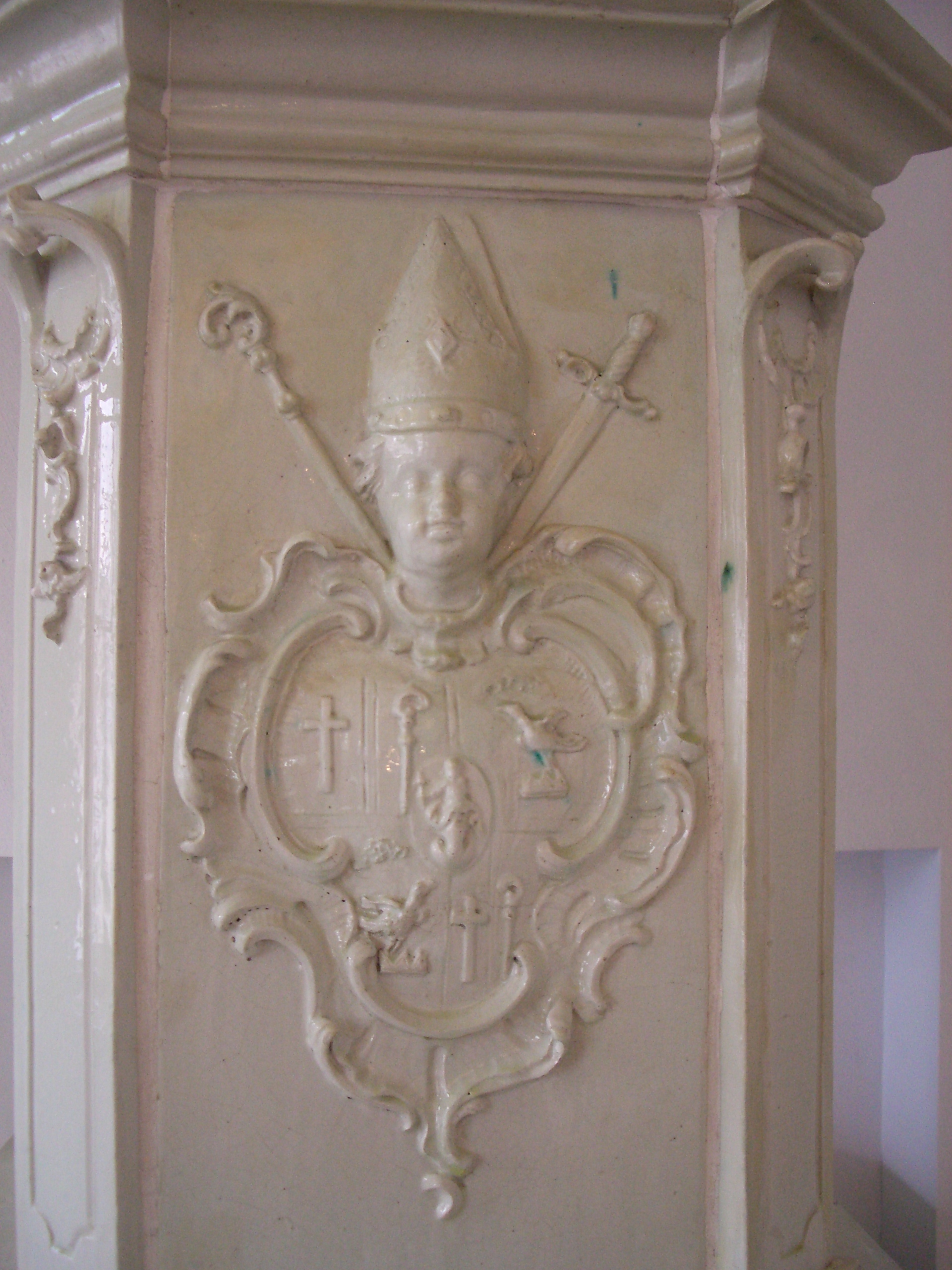
Kachelhofen mit Wappen (Ravensburg Vogthaus)

## Beispiele

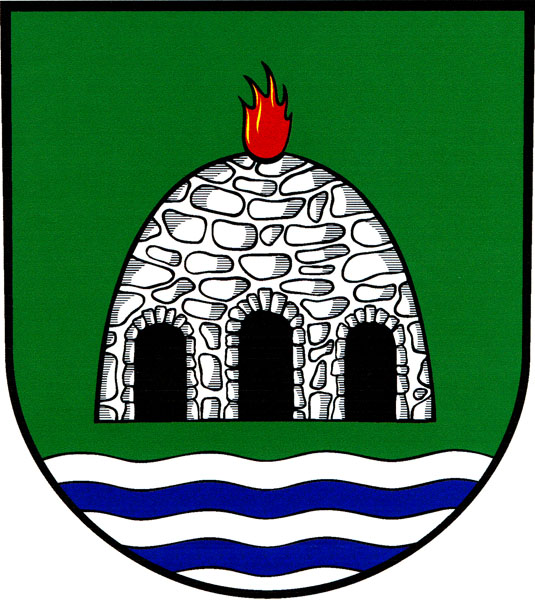
Wappen von Nová Pec, Tschechien
Wappen von Lohja, Finnland
Wappen von Sievershütten, Deutschland
Wappen von Schmelz (Saar), Deutschland
Wappen von Linach, Deutschland
Wappen von Süderhackstedt, Deutschland
Wappen von Föhren, Deutschland
Wappen von Wołomin, Polen
Wappen von Navarredonda y San Mamés, Spanien
Wappen der Ofenstadt Velten